# Ogbe Challenger 1986
L'Ogbe Challenger 1986 è stato un torneo di tennis facente parte della categoria ATP Challenger Series nell'ambito dell'ATP Challenger Series 1986. Il torneo si è giocato a Ogbe in Nigeria dal 24 al 30 novembre 1986 su campi in cemento.

## Vincitori

### Singolare
Nduka Odizor ha battuto in finale  Andrew Castle con il punteggio di 7–5, 6–4

### Doppio
Rill Baxter /  Larry Scott hanno battuto in finale  Álvaro Jordan /  Jean-Marc Piacentile con il punteggio di 6–7, 7–6, 6–3